# Nazzareno Jacopozzi
Nazzareno Jacopozzi OFM (ur. 23 lipca 1878 w San Casciano in Val di Pesa, zm. 24 stycznia 1973 w Jerozolimie) – włoski franciszkanin, kapłan, Kustosz Ziemi Świętej w latach 1931–1937.

## Biografia
Nazzareno Jacopozzi urodził się w San Casciano in Val di Pesa 23 lipca 1878 roku. Wstąpił do prowincji toskańskiej Zakonu Braci Mniejszych. Śluby uroczyste złożył 30 sierpnia 1900 roku, sakrament święceń kapłańskich przyjął 27 stycznia 1901 roku. Na służbę w Kustodii Ziemi Świętej przeszedł 9 października 1905 roku. W Palestynie był nauczycielem w kolegium w Al-Kubajba, następnie w Aleppo. Z Aleppo powołany został na urząd sekretarza kustodialnego. Kolejnymi miejscami pracy o. Jacopozziego były klasztor w Aleksandrii w Egipcie. W latach kampanii synajskiej i palestyńskiej podczas I wojny światowej był kapelanem wojskowym dla żołnierzy Armii Królestwa Włoch. Przed wyborem na kustosza Ziemi Świętej w 1931 roku pełnił urząd proboszcza w Aleksandrii (Ramleh-Bacos). Ustanowiony kustoszem w 1931 roku. Rezydował w Klasztorze Najświętszego Zbawiciela w Jerozolimie. W 1933 roku wydał specjalny list z okazji 600. rocznicy powierzenia franciszkanom opieki nad Miejscami Świętymi, m.in. Bożym Grobem i Grotą betlejemską. W liście przypomniał, że Polska jest jednym z państw, któremu przysługuje prawo patronatu (łac. jus patronatus), na mocy historycznych traktatów zawartych z sułtanami Egiptu i Turcji. Kustosz Jacopozzi podjął decyzję o utworzeniu nowego klasztoru w pobliżu Wieczernika w Jerozolimie. Zgodnie z jego wolą wyrażoną 26 marca 1936 roku przekształcono tzw. „dawną piekarnię” we franciszkański konwent. Koniec mandatu nastąpił w 1937 roku. Kolejnym kustoszem wybrano Alberta Goriego. Nazzareno Jacopozzi zmarł w Jerozolimie 24 stycznia 1973 roku.